# Václav Treitz
Václav Treitz, také Wenzel Treitz (9. dubna 1819, Hostomice pod Brdy – 27. srpna 1872, Praha) byl český lékař, patologický anatom.

## Život
Narodil se v Hostomicích pod Brdy, jeho otec byl advokát. Po maturitě na gymnáziu v Benešově studoval na lékařské fakultě Univerzity Karlovy v Praze. Dalšího vzdělání se mu dostalo ve Vídni, kde působil u významného rakouského anatoma Josefa Hyrtla. Později působil jako lékař na Jagellonské univerzitě v Krakově. V roce 1855 se vrátil zpět do Prahy, kde se stal profesorem. Byl u nás první, kdo použil experimentu v patologii.
Popsal jednu z vnitřních hernií a řadu anatomických struktur. Roku 1853 (nebo 1856) objevil Musculus suspensorius duodeni, hladký sval, který byl později pojmenován Treitzův sval. Plní funkci fixace dvanáctníku a tenkého střeva na vnitřní straně břišní dutiny.
V roce 1855 převzal katedru patologické anatomie na pražské lékařské fakultě. Dobudoval a v roce 1858 otevřel jako ředitel Ústav patologické anatomie pražské lékařské fakulty (až do roku 2000 pod názvem II. patologickoanatomický ústav, sídlící při VFN v Praze na Karlově náměstí).
Kromě lékařství se Václav Treitz věnoval i činnostem spojeným s národním obrozením, je tedy považován za národního buditele. Ve svých 52 letech, 27. srpna 1872, spáchal sebevraždu požitím kyanidu draselného.

## Pojmy spojované se jménem Treitz
- Treitzův sval – již zmíněný sval

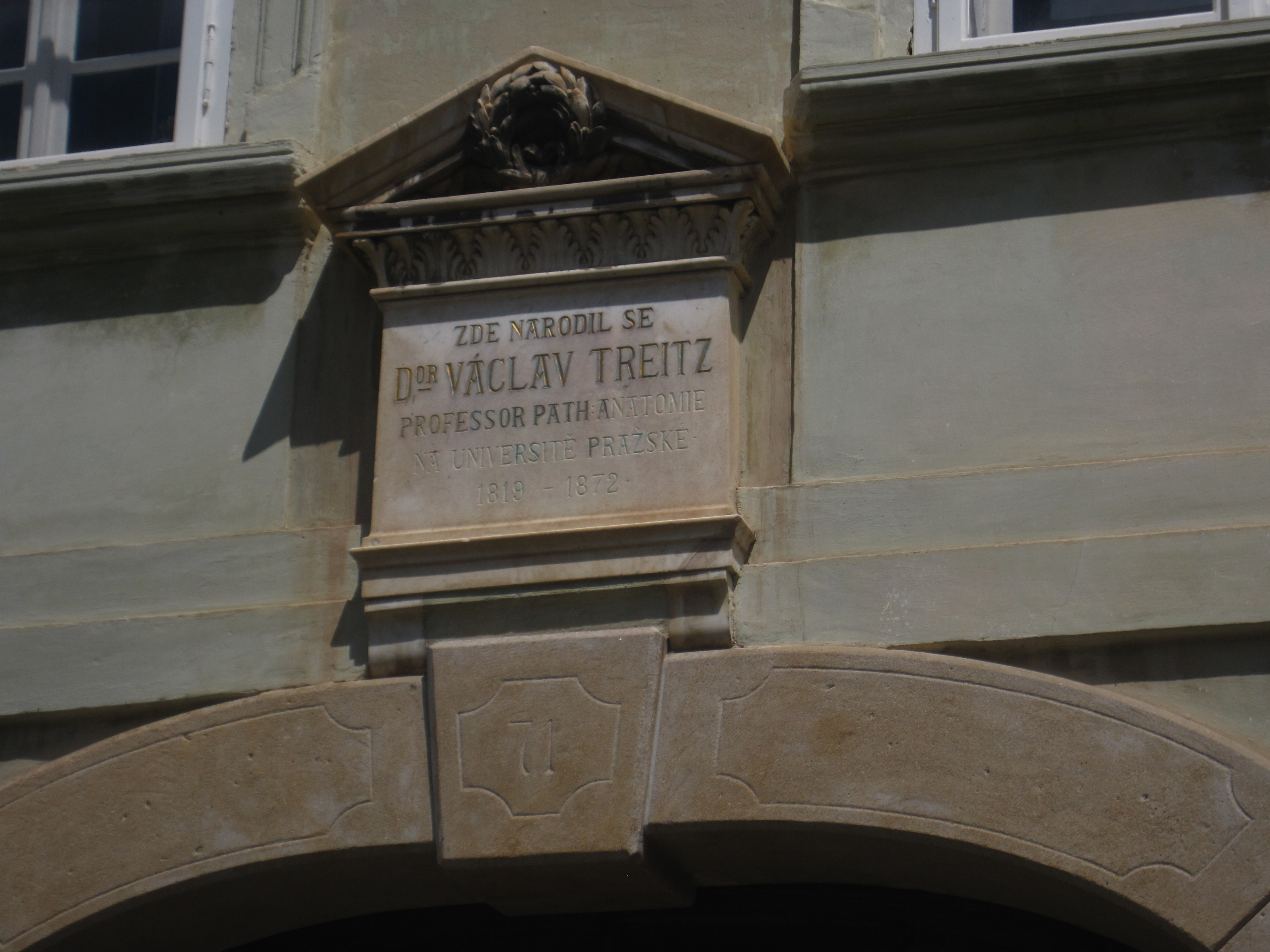
Pamětní deska na rodném domě čp. 71 (Tyršovo náměstí)

- Treitzův úhel – ostré zalomení duodenojejunálního přechodu
- Treitzův oblouk – (plica paraduodenalis), řasa pobřišnice mezi levou stranou flexura duodenojejunalis a středního ohraničení levé ledviny
- Treitzova fascia – povázka (vazivový obal svalu či skupiny svalů[6]) za hlavou pankreatu
- Treitzova fossa – důlek za slepým střevem
- Treitzova kýla – duodenojejunální hernie, známá též jako hernie retroperitonea
- Treitzova membrána
- Treitzův recessus
- Treitzův cévní svazek – dolní okružní žíla s levou tračníkovou tepnou v řase nástěnné pobřišnice
- Treitzův retrococcygeální sval
- Treitzova kolitida - zánět tlustého střeva při urémii

## Dílo
Je autorem dvou prioritních spisů, o retroperitoneální hermii (1856) a o uremické kolitidě (1859).